# الجامعة العامة التونسية للشغل
الجامعة العامة التونسية للشغل هي منظمة نقابية تونسية تأسست بتاريخ 6 ديسمبر 2006 وقد تكونت للجامعة لجنة اتصال تتكون من أربعة أعضاء هم : فاطمة الشريف (من قطاع التعليم) وسعاد الكداشي (من قطاع الفلاحة) ومحمد شقرون (من قطاع المعادن وكاتب عام سابق للاتحاد الجهوي للشغل بتونس). والحبيب قيزة (من قطاع الكيمياء وكاتب عام سابق للاتحاد الجهوي للشغل بقابس، منسق هذه اللجنة). وجميعهم كان ينشط في الاتحاد العام التونسي للشغل. وبالفعل فقد جاء تأسيس هذه المنظمة على خلفية نقد أداء الاتحاد الذي عجز عن «مواكبة الأوضاع السائدة». وقد تمكنت هذه المنظمة من تكوين نقابات أساسية لها بمنطقة المناجم بالجنوب الغربي. إلا أن السلطات التونسية لم تعترف بهذه المنظمة الجديدة وهو ما دعا القائمين عليها إلى تقديم شكوى إلى منظمة العمل الدولية. تضم المنظمة 10 آلاف منخرط منضوين في 20 في نقابة مارس 2011.